# Venesmes
Venesmes és un municipi francès, situat al departament de Cher i a la regió de Centre – Vall del Loira. L'any 2007 tenia 867 habitants.

## Demografia

### Població
El 2007 la població de fet de Venesmes era de 867 persones. Hi havia 366 famílies, de les quals 106 eren unipersonals (39 homes vivint sols i 67 dones vivint soles), 130 parelles sense fills, 114 parelles amb fills i 16 famílies monoparentals amb fills.
La població ha evolucionat segons el següent gràfic:
Habitants censats

### Habitatges
El 2007 hi havia 487 habitatges, 372 eren l'habitatge principal de la família, 66 eren segones residències i 49 estaven desocupats. 476 eren cases i 4 eren apartaments. Dels 372 habitatges principals, 327 estaven ocupats pels seus propietaris, 43 estaven llogats i ocupats pels llogaters i 2 estaven cedits a títol gratuït; 1 tenia una cambra, 22 en tenien dues, 86 en tenien tres, 123 en tenien quatre i 140 en tenien cinc o més. 285 habitatges disposaven pel capbaix d'una plaça de pàrquing. A 159 habitatges hi havia un automòbil i a 180 n'hi havia dos o més.

### Piràmide de població
La piràmide de població per edats i sexe el 2009 era:
| Homes | Edats   | Dones |
| ----- | ------- | ----- |
| 0     | 95 o +  | 0     |
| 0     | 90 a 94 | 12    |
| 4     | 85 a 89 | 12    |
| 4     | 80 a 84 | 12    |
| 16    | 75 a 79 | 36    |
| 24    | 70 a 74 | 20    |
| 32    | 65 a 69 | 32    |
| 16    | 60 a 64 | 16    |
| 32    | 55 a 59 | 16    |
| 8     | 50 a 54 | 20    |
| 44    | 45 a 49 | 20    |
| 16    | 40 a 44 | 32    |
| 28    | 35 a 39 | 40    |
| 16    | 30 a 34 | 4     |
| 28    | 25 a 29 | 20    |
| 8     | 20 a 24 | 4     |
| 16    | 15 a 19 | 20    |
| 12    | 10 a 14 | 44    |
| 20    | 5 a 9   | 8     |
| 16    | 0 a 4   | 12    |

## Economia
El 2007 la població en edat de treballar era de 528 persones, 380 eren actives i 148 eren inactives. De les 380 persones actives 349 estaven ocupades (182 homes i 167 dones) i 31 estaven aturades (15 homes i 16 dones). De les 148 persones inactives 72 estaven jubilades, 32 estaven estudiant i 44 estaven classificades com a «altres inactius».

### Ingressos
El 2009 a Venesmes hi havia 383 unitats fiscals que integraven 861,5 persones, la mediana anual d'ingressos fiscals per persona era de 18.989 €.

### Activitats econòmiques
Dels 18 establiments que hi havia el 2007, 3 eren d'empreses extractives, 2 d'empreses de fabricació d'altres productes industrials, 5 d'empreses de construcció, 2 d'empreses de comerç i reparació d'automòbils, 2 d'empreses de transport, 1 d'una empresa d'hostatgeria i restauració, 1 d'una entitat de l'administració pública i 2 d'empreses classificades com a «altres activitats de serveis».
Dels 6 establiments de servei als particulars que hi havia el 2009, 2 eren tallers de reparació d'automòbils i de material agrícola, 2 guixaires pintors, 1 lampisteria i 1 electricista.
L'any 2000 a Venesmes hi havia 27 explotacions agrícoles que ocupaven un total de 1.768 hectàrees.

## Equipaments sanitaris i escolars
L'únic equipament sanitari que hi havia el 2009 era una ambulància.
El 2009 hi havia una escola elemental.

## Poblacions més properes
El següent diagrama mostra les poblacions més properes.